# آرامگاه سیدون علی نقیا
بقعه سیدون علی نقیا مربوط به سدهٔ ۶ تا ۸ ه.ق است و در ابرکوه، شمالشرق شهرمحله نوادان واقع شده و این اثر در تاریخ ۱۹ مهر ۱۳۷۸ با شمارهٔ ثبت ۲۴۵۱ به‌عنوان یکی از آثار ملی ایران به ثبت رسیده است.